# Veni, vidi, vici

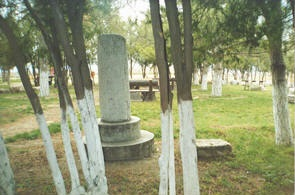
Cippo con inciso Veni Vidi Vici a Zile in Turchia.

Veni, vidi, vici (lett. Venni, vidi, vinsi) è un asindeto con il quale, secondo la tradizione, Gaio Giulio Cesare annunciò una vittoria riportata il 2 agosto del 47 a.C. contro l'esercito di Farnace II del Ponto a Zela, nel Ponto.
Le parole vengono citate nella Vita di Cesare (50, 3), una delle famose Vite parallele del biografo e storico greco Plutarco.
(Plutarco, Vite Parallele: Alessandro e Cesare, BUR. Milano, 2004. Trad.: D. Magnino)
Non contento di aver stupito il Senato, per sottolineare la vittoria davanti all'intero popolo romano, nel trionfo Pontico, il terzo dei cinque che celebrò nel 46 a.C.
(Svetonio, Vite dei Cesari, I, 37, Newton, Roma, trad.: F. Casorati)
Ancora oggi tale locuzione è utilizzata, spesso ironicamente, per indicare un'impresa compiuta con un successo rapido, totale e senza grosse difficoltà.